# Kodjo Fo-Doh Laba
Kodjo Fo-Doh Laba (Lomé, 27 de enero de 1992) es un futbolista togolés que juega en la demarcación de delantero para el Al Ain F. C. de la UAE Pro League.

## Selección nacional
Hizo su debut con la selección de fútbol de Togo el 25 de marzo de 2016 en un partido de clasificación para la Copa Africana de Naciones de 2017 contra Túnez que finalizó con un resultado de 1-0 a favor del combinado tunecino tras el gol de Youssef Msakni.

## Clubes
| Club         | País                   | Año       | Partidos | Goles |
| ------------ | ---------------------- | --------- | -------- | ----- |
| Anges F. C.  | Togo                   | 2013-2014 |          |       |
| U. S. Bitam  | Gabón                  | 2015-2016 | 50       | 22    |
| RS Berkane   | Marruecos              | 2016-2019 | 102      | 42    |
| Al Ain F. C. | Emiratos Árabes Unidos | 2019-     | 187      | 145   |

## Palmarés

### Títulos nacionales
| Título                                     | Club         | País                   | Año  |
| ------------------------------------------ | ------------ | ---------------------- | ---- |
| Copa del Trono                             | RS Berkane   | Marruecos              | 2018 |
| Copa de Liga de los Emiratos Árabes Unidos | Al Ain F. C. | Emiratos Árabes Unidos | 2022 |
| UAE Pro League                             | Al Ain F. C. | Emiratos Árabes Unidos | 2022 |

### Títulos internacionales
| Título                      | Club         | País                   | Año  |
| --------------------------- | ------------ | ---------------------- | ---- |
| Liga de Campeones de la AFC | Al Ain F. C. | Emiratos Árabes Unidos | 2024 |